# 卡洛莫
17°03′S 26°30′E / 17.050°S 26.500°E

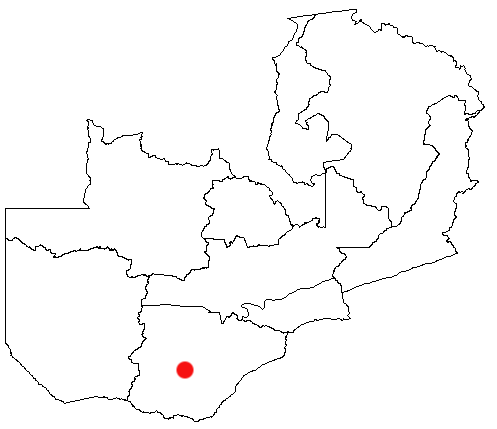

卡洛莫（英語：Kalomo），是贊比亞的城鎮，位於該國南部，由南部省負責管轄，是卡洛莫縣的首府，處於首都盧薩卡西南面400公里，海拔高度1,200米，2010年該城鎮人口15,394。